# Líssie
Líssie (en rus: Лысые) és un poble de l'óblast de Briansk, a Rússia, segons el cens del 2010 tenia 318 habitants. Pertany al districte de Zlinka.